# Hans Rudolf Fuhrer
Pour les articles homonymes, voir Fuhrer.
Hans Rudolf Fuhrer, né le 9 mai 1941 et mort le 15 janvier 2023 à Meilen, est un historien militaire et officier suisse. 

## Biographie
Hans Rudolf Fuhrer naît le 9 mai 1941. En 1982 il rédige une thèse dans le domaine de l'histoire militaire. Il est domicilié à Uitikon.
Il enseigne l'histoire militaire à l’Académie militaire de l'EPFZ et à l’Université de Zürich. Alfred Gilgen le nomme privat-docent. Hans Rudolf Fuhrer meurt le 15 janvier 2023 à Meilen,.